# 太田忍
太田 忍（おおた しのぶ、1993年12月28日 - ）は、日本の総合格闘家、元レスリング選手。青森県三戸郡五戸町出身。日本体育大学体育学部体育学科卒業。THE BLACKBELT JAPAN所属。2016年リオデジャネイロオリンピック 銀メダリスト。2019年世界選手権 金メダリスト。

## 来歴

### レスリング
小学校1年から八戸キッズクラブでレスリングを始め全国少年大会4連覇、五戸町立倉石中学校では全国中学選手権連覇を達成する。山口県の柳井学園高等学校では、新たにグレコローマンに挑戦し、2011年のおいでませ!山口国体で優勝、全国高校選手権で連覇を果たした。多くの大学から誘いがあったが、グレコローマンの強豪がひしめく日本体育大学に進学する。
日本体育大学2年時にアジア選手権2位、3年時にハンガリー・グランプリで国際大会初優勝。4年時には天皇杯で初優勝を果たす。
2016年、リオデジャネイロオリンピックアジア予選に出場、1回戦でロンドンオリンピック金メダリストのイランのハミド・スーリヤンを破ると、2回戦でウズベキスタンのフィルス･ツクタエフ、準決勝で韓国のキム･セウンハクを破り、決勝で中国のワン・ルミンに敗れたもののリオデジャネイロオリンピックの出場権を獲得した。
大学卒業後の2016年4月に金メダルを目指せる環境を求め、綜合警備保障に入社した。
2016年8月のリオデジャネイロオリンピックでは1回戦でイランのスーリヤンに判定勝ちし、2回戦では前年の世界選手権3位のカザフスタンのケビスパエフを6-0、3回戦でも2014年世界選手権3位のノルウェーのスティグアンドレ・ベルゲを4-0で判定勝ちし、準決勝ではロンドンオリンピック55kg級銀メダリストのアゼルバイジャンのロフシャン・バイラモフをフォール勝ちして決勝に進出した。決勝では前年の世界選手権王者であるキューバのイスマエル・ボレロモリナに敗れたが、グレコローマンスタイルでは2000年シドニーオリンピックの永田克彦以来の銀メダルを獲得した。
2018年のアジア大会では60㎏級で優勝した。2019年の全日本選抜選手権60kg級では決勝で元世界チャンピオンの文田健一郎に1-4で敗れた。世界選手権の代表選考プレーオフでは非オリンピック階級である63kg級に出場し、勝利して代表に選ばれた。世界選手権では決勝で前年の世界選手権王者であるロシアのステパン・マリャニャンを破って優勝を果たし金メダルを獲得した。全日本選手権では67㎏級に出場するも、人生で初めてだという初戦負けを喫して、東京オリンピック代表になることはできなかった。
2020年9月、総合格闘技転向を見越して、綜合警備保障を退社。

### RIZIN
2020年11月21日、RIZIN.25の会場で総合格闘技転向とRIZIN.26参戦が正式発表され、デビュー戦の相手が所英男に決定した。
2020年12月31日、総合格闘技デビュー戦となったRIZIN.26で所英男と対戦し、2Rに腕ひしぎ十字固めで一本負けを喫した。
2021年9月19日、RIZIN.30で元K-1 WORLD GPウェルター級王者の久保優太と66kg契約で対戦。テイクダウンで圧倒し、3-0の判定勝ちを収め総合格闘技初勝利を挙げた。
2021年12月31日、RIZIN.33で元修斗環太平洋バンタム級王者の祖根寿麻と対戦。2Rにバックハンドブローでダウンを奪い、グラウンド膝蹴りやサッカーボールキックでダメージを与え、踏みつけによるTKO勝利を収めた。
2022年5月5日、RIZIN LANDMARK 3で、金原正徳＆所英男 vs.中村大介＆太田忍の組み合わせによる試合時間10分のグラップリングタッグマッチが行われ、時間切れにより引き分け。
2022年7月31日、RIZIN.37で元DEEP2階級王者の元谷友貴と対戦し、0-3の判定負けを喫した。
2023年4月29日、RIZIN LANDMARK 5でレスリング選手時代には1勝2敗と負け越していたレスリング全日本選手権3連覇の倉本一真と対戦し、1R27秒に右フックでKO勝ちを収めた。
2023年7月30日、超RIZIN.2で元PANCRASEバンタム級1位の瀧澤謙太と対戦し、1Rにスタンドバックの体勢からパンチを連打すると、瀧澤の体が場外に出た状態が続いたことでJMOCのレフェリー判断によりレフェリーストップとなり、1R TKO勝ちを収めた。
2023年10月1日、RIZIN LANDMARK 6で元修斗バンタム級王者の佐藤将光と対戦し、何度もテイクダウンを奪い、常に先手で攻め続けたが、1-2の判定負けとなった。当初この試合は井上直樹との対戦が予定されていたが、井上が蜂窩織炎、ぎっくり腰、右顎下腺唾石症を発症したことによる欠場を受けての佐藤の代打出場となった。
2023年12月31日、RIZIN.45で芦澤竜誠と対戦。芦澤に何もさせず、ダースチョークで絞め落とし、そのままパウンドで失神させて1RKO勝利。
2024年4月29日、RIZIN.46で、階級を1つ落としてバンタム級に転向した元RIZINフェザー級王者の牛久絢太郎と対戦し、何度もテイクダウンを奪い3-0の判定勝ちを収めた。
2024年6月23日、RIZIN経由でBELLATOR CHAMPIONS SERIES DUBLINに出場しロジャー・ブランクと対戦し、1Rから圧倒してノースサウスチョークで一本勝ちを収めた。
2024年9月29日、RIZIN.48で元DEEP2階級制覇王者の元谷友貴と再戦し、白熱した試合となるも3Rにリアネイキッドチョークで一本負けを喫した。
2025年5月4日、RIZIN男祭りで元Titan FCバンタム級王者のダニー・サバテロと対戦。やや劣勢の展開の後、3Rに太田がサバテロを持ち上げて叩きつけるようにテイクダウンした際、自らの頭をマットに打ち付ける結果となった。その衝撃で太田の動きが止まり、そのままサバテロのパウンドを受けて3R TKO負けを喫した。

## 人物
- オリンピックメダリストの自分が総合格闘技業界で活躍することによって、レスリング界の後輩達に対してセカンドキャリアや別の道を提示していきたいとしている。なお、太田は「総合格闘技はめちゃめちゃ稼げますよ」と話しており、2024年時点でレスリング世界選手権金メダル・オリンピック銀メダリスト時代の2年分の年俸と同じ額を、RIZINの1試合で受け取っていることを明かしている[26]。

## 戦績

### プロ総合格闘技
| 総合格闘技 戦績 | 総合格闘技 戦績 | 総合格闘技 戦績 | 総合格闘技 戦績 | 総合格闘技 戦績 | 総合格闘技 戦績 | 総合格闘技 戦績 |
| --------------- | --------------- | --------------- | --------------- | --------------- | --------------- | --------------- |
| 12 試合         | (T)KO           | 一本            | 判定            | その他          | 引き分け        | 無効試合        |
| 7 勝            | 4               | 1               | 2               | 0               | 0               | 0               |
| 5 敗            | 1               | 2               | 2               | 0               | 0               | 0               |

| 勝敗 | 対戦相手           | 試合結果                          | 大会名                      | 開催年月日     |
| ×    | ダニー・サバテロ   | 3R 0:20 TKO（パウンド）           | RIZIN男祭り                 | 2025年5月4日   |
| ×    | 元谷友貴           | 3R 4:09 リアネイキッドチョーク    | RIZIN.48                    | 2024年9月29日  |
| ○    | ロジャー・ブランク | 1R 2:18 ノースサウスチョーク      | Bellator Champions Series 3 | 2024年6月23日  |
| ○    | 牛久絢太郎         | 5分3R終了 判定3-0                 | RIZIN.46                    | 2024年4月29日  |
| ○    | 芦澤竜誠           | 1R 2:21 KO（グラウンドパンチ）    | RIZIN.45                    | 2023年12月31日 |
| ×    | 佐藤将光           | 5分3R終了 判定1-2                 | RIZIN LANDMARK 6            | 2023年10月1日  |
| ○    | 瀧澤謙太           | 1R 4:54 TKO（スタンドパンチ連打） | 超RIZIN.2                   | 2023年7月30日  |
| ○    | 倉本一真           | 1R 0:27 KO（右フック）            | RIZIN LANDMARK 5            | 2023年4月29日  |
| ×    | 元谷友貴           | 5分3R終了 判定0-3                 | RIZIN.37                    | 2022年7月31日  |
| ○    | 祖根寿麻           | 2R 3:55 TKO（踏み付け）           | RIZIN.33                    | 2021年12月31日 |
| ○    | 久保優太           | 5分3R終了 判定3-0                 | RIZIN.30                    | 2021年9月19日  |
| ×    | 所英男             | 2R 2:24 腕ひしぎ十字固め          | RIZIN.26                    | 2020年12月31日 |

### グラップリングタッグマッチ
| 勝敗 | 対戦相手                                 | 試合結果            | 大会名               | 開催年月日   |
| △    | 所英男&金原正徳 （パートナー：中村大介） | 10分1R終了 時間切れ | RIZIN LANDMARK vol.3 | 2022年5月5日 |

### 試合映像
1. ↑  『【試合映像】所英男 vs. 太田忍 / Hideo Tokoro vs. Shinobu Ota - RIZIN.26』RIZIN公式YouTubeチャンネル、2020年。
2. ↑  『Full Fight | 太田忍 vs. 久保優太 / Shinobu Ota vs. Yuta Kubo - RIZIN.30』RIZIN公式YouTubeチャンネル、2021年。
3. ↑  『【試合映像】祖根寿麻 vs. 太田忍 / Kazuma Sone vs. Shinobu Ota - RIZIN.33』RIZIN公式YouTubeチャンネル、2021年。
4. ↑  『【番組】RIZIN CONFESSIONS #100（※番組内で試合映像。金原正徳・所英男・中村大介・太田忍による試合振り返りドキュメンタリー番組）』RIZIN公式YouTubeチャンネル、2022年。
5. ↑  『【試合映像】元谷友貴 vs. 太田忍 / Yuki Motoya vs. Shinobu Ota - RIZIN.37』2022年。
6. ↑  『【試合映像】倉本一真 vs. 太田忍 / Kazuma Kuramoto vs. Shinobu Ota - RIZIN LANDMARK 5』RIZIN公式YouTubeチャンネル、2023年。
7. ↑  『【試合映像】太田忍 vs 佐藤将光 / Shinobu Ota vs. Shoko Sato - RIZIN LANDMARK 6 in NAGOYA』RIZIN公式YouTubeチャンネル、2023年。
8. ↑  『【試合映像】Full Fight | 太田忍 vs. 芦澤竜誠 / Shinobu Ota vs. Ryusei Ashizawa - RIZIN.45』RIZIN公式YouTubeチャンネル、2023年。

### 補足映像
1. ↑  『【番組】RIZIN CONFESSIONS #62（※番組内で試合映像。所英男と太田忍による試合振り返りドキュメンタリー番組）』RIZIN公式YouTubeチャンネル、2020年。
2. ↑  『【番組】RIZIN CONFESSIONS #81（※番組内で試合映像。久保優太と太田忍による試合振り返りドキュメンタリー番組）』RIZIN公式YouTubeチャンネル、2021年。
3. ↑  『【番組】RIZIN CONFESSIONS #90（※番組内で試合映像。太田忍と祖根寿麻による試合振り返りドキュメンタリー番組）』RIZIN公式YouTubeチャンネル、2022年。
4. ↑  『【番組】RIZIN CONFESSIONS #104（※番組内で試合映像。元谷友貴と太田忍による試合振り返りドキュメンタリー番組）』RIZIN公式YouTubeチャンネル、2022年。
5. ↑  『【番組】RIZIN CONFESSIONS #122（※番組内で試合映像。太田忍と倉本一真とによる試合振り返りドキュメンタリー番組）』RIZIN公式YouTubeチャンネル、2023年。
6. ↑  『【番組】RIZIN CONFESSIONS #129（※番組内で試合映像。太田忍と瀧澤謙太による試合振り返りドキュメンタリー番組）』RIZIN公式YouTubeチャンネル、2023年。
7. ↑  『【番組】RIZIN CONFESSIONS #134（※番組内で試合映像。太田忍と佐藤将光による試合振り返りドキュメンタリー番組）』RIZIN公式YouTubeチャンネル、2023年。
8. ↑  『【番組】RIZIN CONFESSIONS #142（※番組内で試合映像。太田忍と芦澤竜誠による試合振り返りドキュメンタリー番組）』RIZIN公式YouTubeチャンネル、2023年。
9. ↑  『【番組】RIZIN CONFESSIONS #150（※番組内で試合映像＆太田忍と牛久絢太郎による試合振り返りドキュメンタリー番組）』RIZIN公式YouTubeチャンネル、2024年。
10. ↑  『【番組】RIZIN CONFESSIONS #163（※番組内で試合映像＆太田忍と元谷友貴による試合振り返りドキュメンタリー番組）』RIZIN公式YouTubeチャンネル、2024年。